# Гремячий Колодезь (Тульская область)
Гремячий Колодезь — деревня в Щёкинском районе Тульской области в составе Огарёвского сельского поселения.

## География
Находится в центральной части Тульской области на расстоянии 11 км на юг от города Щёкино, административного центра района.

## История
В 1859 году здесь (деревня Крапивенского уезда Тульской губернии) было учтено 8 дворов, в 1926 — 45, в конце 1930-х годов — 52.

## Население
Постоянное население составляло 94 человека (1859 год), 292 (1926), 40 (русские 97 %) в 2002 году, 51 в 2010.